# Khí phách anh hùng
Khí phách anh hùng là bộ phim điện ảnh truyền hình thể loại lịch sử - tiểu sử của Việt Nam, do Đài Phát thanh và Truyền hình Vĩnh Long và Hãng phim Giải Phóng sản xuất năm 2008, kịch bản của Nguyễn Kế Nghiệp, được đạo diễn bởi Hồ Ngọc Xum. Với các diễn viên Ngọc Hùng, Nguyễn Hậu, Cát Tường, Thế Lữ, Hoài An, Bích Thảo.

## Nội dung
Bộ phim kể về thời gian hoạt động cách mạng của Phạm Hùng, vị Bộ trưởng thứ 3 của Bộ Công an Việt Nam.

## Diễn viên
- Ngọc Hùng[3] trong vai Phạm Hùng
- Nguyễn Hậu trong vai
- Cát Tường trong vai
- Thế Lữ trong vai
- Hoài An trong vai
- Bích Thảo trong vai

## Giải thưởng
| Năm  | Giải thưởng                                | Hạng mục      | Kết quả         | Tham khảo   |
| ---- | ------------------------------------------ | ------------- | --------------- | ----------- |
| 2009 | Giải Cánh diều 2008                        | Phim video    | Cánh diều Vàng  | [ 4 ]       |
| 2009 | Liên hoan Truyền hình toàn quốc lần thứ 28 | Phim ngắn tập | Huy chương Vàng | [ 5 ] [ 1 ] |